# Alvin Weinberg
Alvin Martin Weinberg (Chicago, 20 de abril de 1915 — 18 de outubro de 2006) foi um físico nuclear estadunidense.
Foi administrador do Laboratório Nacional de Oak Ridge (ORNL) durante e após o período do Projeto Manhattan. Chegou em Oak Ridge em 1945 e lá permaneceu até falecer em 2006. Ele foi o primeiro a usar o termo "Barganha Faustiana" para descrever a energia nuclear.
Formado pela Universidade de Chicago, que o garantiu seu doutorado em biofísica matemática em 1939, Weinberg ingressou no Laboratório de Metalurgia do Projeto Manhattan em setembro de 1941. No ano seguinte, tornou-se parte do Grupo Teórico de Eugene Wigner, cuja tarefa era projetar os reatores nucleares que converteriam urânio em plutônio.

## Trabalho em Oak Ridge

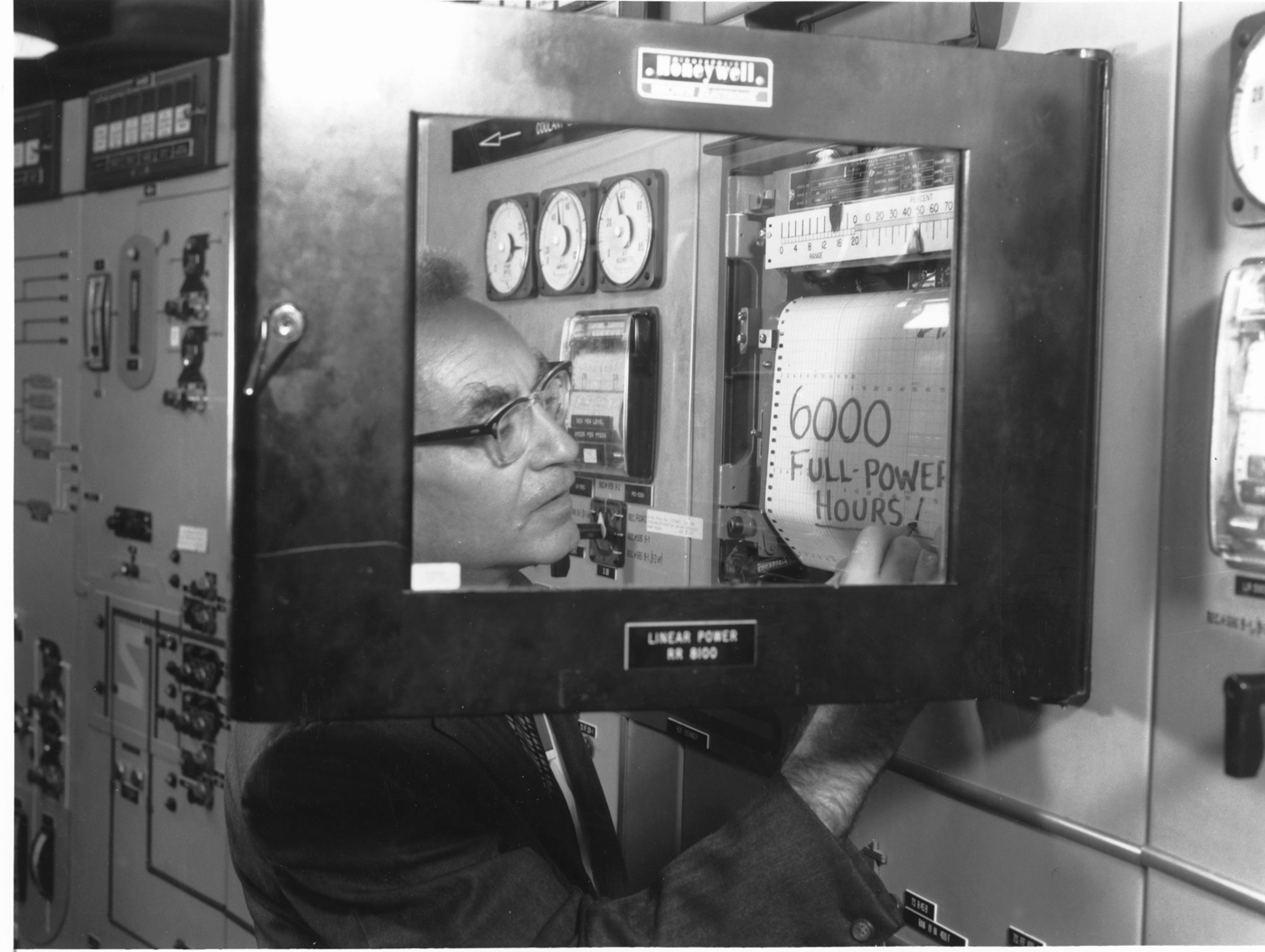

Em 1945, Wigner aceitou um cargo como Diretor de Pesquisa da Clinton Laboratories em Oak Ridge, Tennessee, que naquela época tinha um quadro de por volta de 800 funcionários. Ele levou com ele seus pupilos Gale Young, Katherine Way e Weinberg. Weinberg, que foi o primeiro a chegar a Oak Ridge em maio de 1945, se tornou o chefe da Divisão de Física em 1946. Mas após a Comissão de Energia atómica tomar a responsabilidade sobre as operações do laboratório do Projeto Manhattan no início de 1947, Wigner, se sentindo inadequado para uma posição de gerência no novo ambiente, deixou Oak Ridge no fim do verão de 1947 e voltou para a Universidade de Princeton.

### Desenvolvimento de reatores
O projeto Aircraft Nuclear Propulsion (ANP) era o maior programa do ORNL, usando 25% do orçamento do ORNL. O objetivo militar do projeto ANP era de produzir aviões movidos por energia nuclear (um bombardeiro) para superar os limites de autonomia dos aviões a jato da época. Que o projeto tinha pouca chance de sucesso não era ignorado, mas gerava emprego e permitia ao ORNL permanecer no negócio de desenvolvimento de reatores. O ORNL teve sucesso em construir e operar o protótipo de uma usina de força nuclear de aeronave criando o primeiro reator abastecido e refrigerado por sais fundidos do mundo chamado Aircraft Reactor Experiment (ARE) em 1954, que definiu o record de mais alta temperatura de operação de 870 °C. Devido a risco de radiação apresentado a tripulação, e pessoas no solo em caso de queda, novos desenvolvimentos na tecnologia de mísseis balísticos, reabastecimento aéreo e bombardeiros de mais longo alcance, o presidente Kennedy cancelou o program em Junho de 1961.

## Prêmios
- Prêmio Átomos pela Paz, 1960
- Prêmio Heinrich Hertz, 1975
- Prêmio Enrico Fermi, 1980

## Livros
- The Physical Theory of Neutron Chain Reactors
- Reflections on Big Science
- The Second Nuclear Era: A New Start for Nuclear Power
- Continuing the Nuclear Dialogue
- Strategic Defenses and Arms Control
- Stability and Strategic Defenses
- Nuclear Reactions: Science and Trans-Science, 1992, Springer. ISBN 0-88318-861-9.
- The First Nuclear Era: The Life and Times of a Technological Fixer, 1994, Springer. 324 pages. ISBN 1-56396-358-2. Weinberg's autobiography, covering the period from the early 1940s to the early 1990s.
- Fluid Fuel Reactors, 979 pages, James A. Lane, H.G. MacPherson, Frank Maslan (1958), Addison-Wesley Publishing Company, Inc., Reading, Massachusetts, U.S.A.

## Ver tambem
- Oak Ridge National Laboratory
- Big Science